# Sąd Konstytucyjny (Turcja)
Sąd Konstytucyjny Republiki Turcji (oryg. Türkiye Cumhuriyeti Anayasa Mahkemesi, ang. The Constitutional Court of the Republic of Turkey) – organ sądowniczy Republiki Turcji określony w Konstytucji Turcji uprawniony do kontroli konstytucyjności prawa.

## Historia
Sąd został ustanowiony przez Konstytucję Turcji z 1961. Działalność rozpoczął po uchwaleniu ustawy nr 44 z 22 kwietnia 1962 o ustanowieniu i procedurach orzeczniczych Sądu Konstytucyjnego. Konstytucja z 1982 utrzymała dotychczasowy status Sądu (art. 146-153), określając jego pozycję jako partnera Wielkiego Zgromadzenia Narodowego i władzy wykonawczej. Jest pierwszym organem judykatury pośród "sądów najwyższych". Do 2011 działał w oparciu o ustawę nr 2949 z 10 listopada 1983.
Istotne zmiany w pozycji Sądu wprowadziły poprawki konstytucyjne uchwalone w 2010 oraz ustawa nr 6216 z 30 marca 2011 o ustanowieniu i regulaminie Sądu Konstytucyjnego. Akt ten w szczególności przyznał Zgromadzeniu Ogólnemu Sądu kompetencję do samodzielnego stanowienia norm o postępowaniu przed Sądem.
Nowelizacja konstytucji z 2010 wprowadziła indywidualną skargę konstytucyjną. W tym celu ustanowiła inne niż pełny skład składy orzekające Sądu (Sekcje i Komisje).
Po wyroku Sądu z dnia 26 lutego 2016 uznającego aresztowanie dwóch dziennikarzy Cana Dündara i Erdema Güla za bezprawne 11 marca 2016 prezydent Republiki Recep Tayyip Erdoğan stwierdził, iż Sąd Konstytucyjny w ten sposób poczynił krok przeciwko narodowi. Oświadczył, że kolejne takie działania Sądu mogą postawić jego dalsze istnienie pod znakiem zapytania.

## Tworzenie składu Sądu, jego organy i tryb postępowania
Na mocy nowelizacji Konstytucji uchwalonej w 2010 Sąd składa się z 17 członków wybieranych na 12-letnie kadencje bez możliwości ponownego wyboru. Każdy sędzia konstytucyjny podlega obowiązkowi przejścia w stan spoczynku wraz z osiągnięciem 65. roku życia.
Skład Sądu Konstytucyjnego tworzony jest przez wybór:
- dwóch sędziów dokonywany przez Wielkie Zgromadzenie Narodowe spośród trzech kandydatów nominowanych przez prezesa i członków Sądu Obrachunkowego (Court of Accounts) z własnego grona;
- jednego sędziego dokonywany przez Wielkie Zgromadzenie Narodowe spośród trzech kandydatów nominowanych przez prezesów związków adwokackich, którzy wskazują osoby będące samozatrudnionymi prawnikami;
- siedmiu członków wybranych przez prezydenta Republiki spośród prezesów i członków naczelnych organów sądowych nominowanych przez zgromadzenia ogólne tych organów sądownictwa;
- trzech członków wybranych przez prezydenta Republiki, przy czym każdy z nich jest wyłaniany spośród trzech kandydatów przedstawianych Radę Szkolnictwa Wyższego i pochodzących z grona wykładowców prawa, ekonomii i nauk politycznych
- czterech członków wybranych przez prezydenta Republiki spośród menażerów wysokiego stopnia, samozatrudnionych prawników, sędziów pierwszej kategorii, prokuratorów publicznych i sędziów referentów Sądu Konstytucyjnego[2].

Prezes i dwaj wiceprezesi Sądu są wybierani przez Zgromadzenie Ogólne spośród jego członków na 4-letnią kadencję z możliwością powtórnego wyboru.
Sąd orzeka w pełnym składzie (dla ważności jego obrad wymagany jest udział co najmniej 12 sędziów), w składzie Sekcji (istnieją dwie Sekcje) i w składzie Komisji (w każdej Sekcji istnieją trzy Komisje).
Pełny skład wydaje wyroki bezwzględną większością głosów, przy czym unieważnienie zmian w konstytucje, rozwiązanie partii politycznych i pozbawienie ich finansowania ze środków państwowych dokonuje się większością 2/3 głosów obecnych sędziów.

## Skład Sądu (stan w lipcu 2016)
- Prezes: Zühtü Arslan
- Wiceprezesi: Burhan Üstün, Engin Yildirim
- Inni sędziowie: Serdar Özgüldür, Serruh Kaleli, Osman Alifeyyaz Paksüt, Recep Kömürcü, Alparslan Altan, Nuri Necipoğlu, Hicabi Dursun, Celal Mümtaz Akinci, Erdal Tercan, Muammer Topal, Muhammed Emin Kuz, Hasan Tahsin Gökcan, Kadir Özkaya, Rıdvan Güleç[4].